# Кампана (Бергамо)
Кампана је насеље у Италији у округу Бергамо, региону Ломбардија.
Према процени из 2011. у насељу је живело 201 становника. Насеље се налази на надморској висини од 308 м.